# Регев, Авив
Авив Регев (ивр. אביב רגב‎; англ. Aviv Regev; род. 11.07.1971, Израиль) — израильско-американский вычислительный и системный биолог, пионер в области одноклеточной геномики. Член НАН США (2019), доктор философии (2003), профессор биологии MIT, где преподаёт с 2006 года, сотрудница Broad Institute (2006—2020), исследователь Медицинского института Говарда Хьюза (2014—2020), сопредседатель оргкомитета международного проекта Human Cell Atlas. В 2020 году возглавила R&D в биотехнологической компании Genentech.

## Биография
Окончила Тель-Авивский университет (магистр наук summa cum laude, 1997), где изучала биологию, информатику и математику (она училась на особой междисциплинарной программе, ныне это — Adi Lautman Interdisciplinary Program for Outstanding Students), занималась там в 1992—1997 гг. Там же в 2002(3?) году получила степень доктора философии по вычислительной биологии, для чего занималась в 1998—2002 гг. В 2003—2006 гг. фелло Гарварда (там её встретил и пригласил оттуда в свой Broad Institute его директор-основатель и президент Эрик Лэндер, с чем она получит и позицию в MIT). С 2006 г. ассистент-профессор, с 2011 года ассоциированный профессор на постоянном контракте, с 2015 года профессор кафедры биологии MIT.
В 2006—2020 гг. сотрудница Broad Institute. С 2009 года учёный, в 2014—2020 гг. исследователь Медицинского института Говарда Хьюза. В 2016 году вместе с Сарой Тейхман запустила проект Human Cell Atlas. Соучредитель Celsius Therapeutics Inc.
Также она является членом Института интегративных исследований рака имени Коха.
Феллоу Международного общества вычислительной биологии (2016) и Академии Американской ассоциации исследований рака (AACR Academy, 2021).
В 2014—2018 гг. старший редактор eLife, с 2016 г. член редколлегии Cell.
Двое детей.

## Награды и отличия
- Career Award, Burroughs-Wellcome Fund[англ.] (2006)
- Overton Prize[англ.] (2008)
- Стипендия Слоуна (2008)
- NIH Director’s Pioneer Award[англ.] (2008)
- Earl and Thressa Stadtman Scholar Award, American Society of Biochemistry and Molecular Biology[англ.] (2014)[10]
- ISCB Innovator Award[англ.] (2017)[11][12]
- Paul Marks Prize for Cancer Research[англ.] (2017)
- Harvey Lecture[нем.] (2018)[13]
- FASEB Excellence in Science Award[англ.] (2020)
- Lurie Prize in Biomedical Sciences[англ.] (2020)[14]
- Keio Medical Science Prize[нем.] (2020)
- James Prize in Science and Technology Integration, НАН США (2021, совм. с Allon Klein, первое вручение)[15][16]
- Vanderbilt Prize in Biomedical Science (2021)
- Ernst Schering Prize[англ.] (2021)
- HFSP Nakasone Award[нем.] (2022)